# تينو أنجورين
تينو أنجورين (بالإنجليزية: Tino Anjorin)‏ (مواليد 23 نوفمبر 2001) هو لاعب كرة قدم إنجليزي من أصل نيجيري يلعب في مركز الوسط في نادي تشيلسي.

## روابط خارجية
- تينو أنجورين على موقع قاعدة بيانات كرة القدم.إي يو (الإنجليزية)
- تينو أنجورين على موقع ليكيب (الفرنسية)
- تينو أنجورين على موقع Soccerbase.com (لاعب) (الإنجليزية)
- تينو أنجورين على موقع Soccerway.com (الإنجليزية)
- تينو أنجورين على موقع عالم كرة القدم.نت (الإنجليزية)